# Dezghingea
Dezghingea (en rumano: Dezghingea; en gagauzo: Dezgincä) es una comuna y pueblo de la unidad territorial autónoma de Gagaúzia, al sur de Moldavia.

## Toponimia
El nombre del asentamiento en otros idiomas de importancia en el asentamiento es Dezginzha (en ruso: Дезгинжа; en ucraniano: Дезгінжа). 

## Geografía
Dezghingea se ubica al norte de Gagaúzia, unos 10 km al norte de Comrat y a 25 km de la frontera con Ucrania.

## Historia
La colonia búlgara más septentrional, fundada en 1812 en una zona donde, según la leyenda, antiguamente los nogayos practicaban su pasatiempo favorito: las "listas", a las que llamaban Dizginje. El pueblo fue fundado por inmigrantes gagáuzos de los Balcanes pero según Konstantin Irecicek, el pueblo fue fundado por colonos búlgaros en Besarabia.En 1835, Dezghingea estaba ubicada en el distrito de Verjnebudyak del condado de Cahul de la región de Besarabia y en 1858, en el distrito Verjnebudyak del condado de Bender. 

## Demografía
La evolución de la población de Dezghingea entre 1835 y 2016 fue la siguiente:
| 885                          | 1286 | 1423 | 1381 | 1657 | 2676 | 5252 | 5124 |
| (Fuente: Localitati Moldova) |      |      |      |      |      |      |      |

Según el censo de 2004, en Dezghingea ese año los gagáuzos representaban el 94,45% de los habitantes; los rumanos, el 3% y los rusos, el 1,28%.

## Infraestructura

### Transporte
En Dezghingea hay una estación de tren, Halta Dezghingea, en la línea de ferrocarril conduce a Căușeni.